# Ferdinand Hiller
Ferdinand Hiller (Frankfurt del Main, 24 d'octubre de 1811 - Colònia, 12 de maig de 1885) fou un compositor, pianista i director d'orquestra alemany del Romanticisme.

## Biografia
El seu primer mestre va ser Aloys Schmitt, i quan tenia 10 anys, les seves composicions i talent van portar el seu pare a enviar-lo amb Johann Nepomuk Hummel a Weimar. Allà es va dedicar a compondre.
Amb Hummel, Hiller va fer grans progressos com a pianista. Tant és així que el 1827 va fer una gira a Viena, on va conèixer a Beethoven i va compondre seu primer quartet. Després d'una breu visita a casa, Hiller va anar a París el 1829, on va viure fins al 1836. Va tornar a Frankfurt per un temps a causa de la mort del seu pare, però el 8 de gener de 1839 va estrenar a Milà la seva òpera La Roinilda, i va començar a escriure el seu oratori Die Zerstörung Jerusalems.
Llavors es va dirigir a Leipzig, on vivia el seu amic Mendelssohn, on el 1843-1844 va dirigir diversos concerts a la Gewandhaus i va acabar el seu primer oratori. Després d'una breu visita a Itàlia per estudiar la música sacra, Hiller va estrenar dues òperes, Ein Traum i Conradin, a Dresden el 1845 i el 1847, respectivament. Va ser director a Düsseldorf el 1847 i a Colònia el 1850, i va dirigir l'Opéra Italien a París el 1851 i el 1852. A Colònia va adquirir prominència com a director dels concerts Gürzenich i director del conservatori on va tenir entre altres alumnes a Hubert de Blanck, Jacques Hartog, Charles Donald Maclean, Frederick Corder i Otto Dresel. El 1884 es va retirar i va morir a l'any següent.
Hiller freqüentment va visitar Anglaterra. Va compondre una obra per a la inauguració del Royal Albert Hall, Nala, i Damayanti va ser interpretat a Birmingham. Va donar una sèrie de recitals per a piano de les seves pròpies composicions al Hanover Square Rooms el 1871. Va tenir una perfecta mestria de la tècnica i forma composicional, però les seves obres generalment són seques. Va ser pianista i mestre, teint entre els seus alumnes destacats en Caspar Joseph Brambach, i ocasionalment un brillant escriptor sobre temes musicals. Entre les seves obres, al voltant de dues-centes, hi ha sis òperes, dos oratoris, sis cantates, molta música de cambra i un concert per a piano abans popular.